# Цвіллінга
Цві́ллінга (рос. Цвиллинга) — селище у складі Соль-Ілецького міського округу Оренбурзької області, Росія.
Стара назва — Цвілінга.

## Населення
Населення — 278 осіб (2010; 353 у 2002).
Національний склад (станом на 2002 рік):
- казахи — 64 %
- росіяни — 30 %